# Product (wiskunde)
In de wiskunde is een product het resultaat van een vermenigvuldiging of een uitdrukking die de vermenigvuldiging van de factoren laat zien. De volgorde waarin reële- of complexe getallen worden vermenigvuldigd heeft geen invloed op het product. Dit staat bekend als de commutatieve eigenschap van vermenigvuldiging. Als matrices of leden van verschillende andere associatieve algebra's worden vermenigvuldigd, hangt het product meestal af van de volgorde waarin de operanden met elkaar worden vermenigvuldigd. Met andere woorden matrixvermenigvuldiging en de vermenigvuldigingen in deze andere algebra's zijn in het algemeen niet commutatief.
De operator voor een product wordt voorgesteld door de Griekse hoofdletter {\displaystyle \Pi }, Pi, op dezelfde manier dat de hoofdletter {\displaystyle \Sigma }, Sigma, het symbool is voor een sommatie.

## Voorbeelden
Het product van de elementen {\displaystyle a_{1},a_{2},a_{3},\ldots ,a_{n}} wordt genoteerd als:
{\displaystyle \prod _{i=1}^{n}a_{i}=a_{1}\cdot a_{2}\cdot a_{3}\cdot \ldots \cdot a_{n}}
Evenzo noteert men het product van de elementen {\displaystyle a_{m},a_{m+1},a_{m+2},\ldots ,a_{n}} als
{\displaystyle \prod _{i=m}^{n}a_{i}=a_{m}\cdot a_{m+1}\cdot a_{m+2}\cdot \ldots \cdot a_{n}}
en voor een oneindig product:
{\displaystyle \prod _{i=1}^{\infty }a_{i}=a_{1}\cdot a_{2}\cdot a_{3}\cdot \ldots }

### Met grenzen
{\displaystyle \prod _{i=1}^{n}a_{i}=a_{1}\cdot a_{2}\cdot \ldots \cdot a_{n}=a_{n}\prod _{i=1}^{n-1}a_{i}}
zodat:
{\displaystyle \prod _{i=1}^{2}a_{i}=a_{2}\prod _{i=1}^{1}a_{i}=a_{2}\cdot a_{1}}
{\displaystyle \prod _{i=1}^{1}a_{i}=a_{1}\prod _{i=1}^{0}a_{i}=a_{1}\cdot 1=a_{1}}

### Faculteit
Het lege product is het product zonder enige term. Bij afspraak wordt dit gelijkgesteld aan de multiplicatieve eenheid 1. Deze afspraak wordt bijvoorbeeld bij de definitie van de faculteit gebruikt.
{\displaystyle n!=\prod _{i=1}^{n}i}
{\displaystyle 0!=\prod _{i=1}^{0}i=1}

### Wiskunde
Er zijn in de wiskunde diverse begrippen die product worden genoemd:
- producten van verschillende soorten getallen of matrices
  - matrixvermenigvuldiging
  - scalaire vermenigvuldiging
  - tensorproduct
- Het inwendige product en het kruisproduct zijn vormen het vermenigvuldigen van vectoren.
- cartesisch product van twee verzamelingen
- convolutieproduct van twee functies
- compositie van twee afbeeldingen